# Dodge Challenger
Dodge Challenger — полугоночный автомобиль производства компании Dodge, принадлежащей концерну Chrysler Corporation.

## Первое поколение
Дизайн экстерьера первого поколения был разработан Карлом Камероном (Carl Cameron), который также работал в 1966 году над Dodge Charger-ом. Хотя Challenger был хорошо принят публикой (в 1970 году было продано 76935 машин), пресса автомобиль раскритиковала, кроме того, продажи автомобилей пони-сегмента уже уменьшились. После 1970 года продажи резко сократились, а в середине 1974 года производство Challenger было прекращено. Было продано около 165500 экземпляров первого поколения Challenger.
Модели с кузовом купе были предложены в четырёх вариантах: Challenger Six , Challenger V8 , Challenger T/A (только в 1970 году) и Challenger R/T. Версии Challenger R/T с кузовом кабриолет были доступны только в 1970 и 1971 годах.
Версия Сhallenger Six оснащалась двигателем Slant-6 225 (3,7 л) с шестью цилиндрами.
Версия Challenger V8 оснащалась двигателем Chrysler LA 318 V8 (5,2 л) 198 л. с. с двухкамерным карбюратором. В качестве опции ставились Chrysler LA 340 V8 (5,6 L) и Chrysler B 383 V8 (6,3 л). Модель комплектовалась стандартной 3-ступенчатой механической трансмиссией, за исключением двигателя 383 V8, который был доступен только с автоматической коробкой передач.
Challenger R/T — более мощная модель (Road/Track), с двигателем Chrysler 383 Magnum V8, мощностью 335 л. с. (300 л. с. с 1971 года из-за снижения степени сжатия). Дополнительно R/T комплектовались двигателями Chrysler RB 440 V8 Magnum (375 л. с.), Chrysler RB 440 V8 Six-Pack (390 л. с.) и Chrysler RB 426 V8 Hemi (425 л. с.). Challenger R/T был доступен в кузове типа купе или кабриолет. Купе могли быть заказаны с более роскошным кузовом в исполнении SE, которое включает кожаные сидения, виниловую крышу, заднее окно уменьшенного размера.
Для гонок Trans American Sedan Championship был построен Dodge Challenger T/A (Trans Am). Дорожная версия оснащалась двигателем 340 Six Pack с тремя двухкамерными карбюраторами Edelbrock. Dodge заявил мощность 340 Six Pack в 290 л. с. (всего на 15 л. с. больше стандартного 340 (как у Camaro Z/28 и Ford Boss 302 Mustang)), но фактически мощность достигла 320 л. с. Модель оснащалась автоматической или механической четырёхступенчатой коробкой передач, 3,55:1 или 3,90:1 главной парой, а также гидроусилителем руля. Передние дисковые тормоза являются стандартными. T / A был одним из первых автомобилей серийного производства использовавших шины различного размера: E60x15 спереди и G60x15 сзади. К сожалению, гоночные Challenger T / A не были конкурентоспособными в связи с тем, что они обладали большими тяжёлыми кузовами для размещения двигателей такого размера, как 426 Hemi и 440 Magnum, а дорожная версия страдала от сильной недостаточной поворачиваемости в быстрых поворотах. Только 2142 машины были сделаны с индексом «T / A».
К 1972 году версии с кузовом кабриолет больше не выпускаются. Модели 1972 года получили новую решётку радиатора «sad-mouth» и новые задние фонари. С 1973 года не доступны модели с шестицилиндровым двигателем. На бамперах появились резиновые отбойники (были сделаны для удовлетворения правилам США, касающихся безопасности в краш-тестах). В 1974 году двигатель Chrysler LA 340 V8 (5,6 л) был заменён на Chrysler LA 360 V8 (5,9 л), а в середине 1974 года производство Dodge Challenger было прекращено.

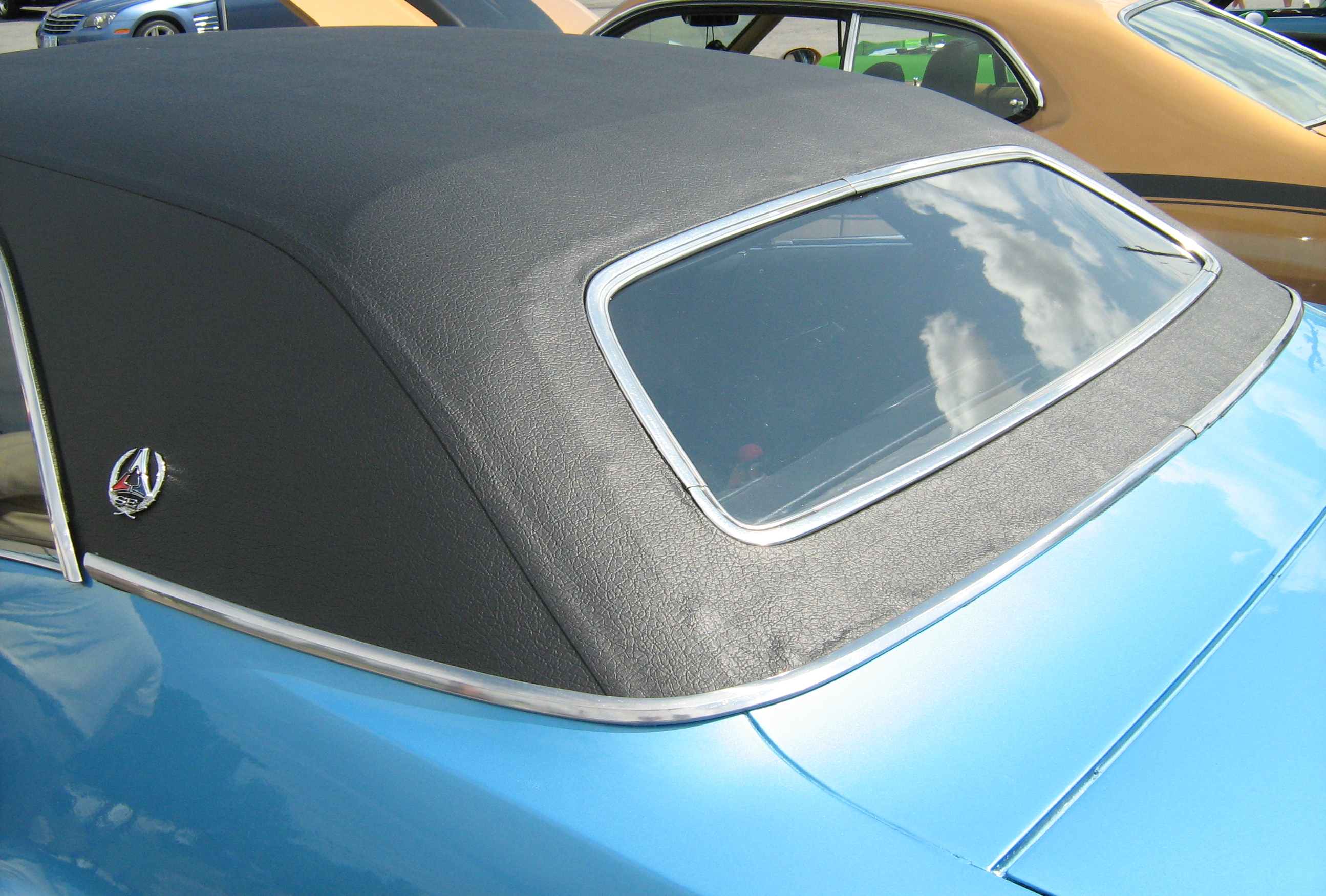
Dodge Challenger в версии S

## Второе поколение
Название Challenger было возрождено в конце 1977 года для версии (1978—1983) раннего купе Mitsubishi Galant Lambda. Он был известен, как Mitsubishi Sapporo в Европе и Южной Америке (названный в честь японского города Саппоро, Хоккайдо), Dodge (Colt) Challenger и Plymouth Sapporo в Северной Америке и Пуэрто-Рико, Chrysler Sigma Scorpion, Chrysler Scorpion и позже Mitsubishi Scorpion в Австралии. Продавался через дилеров Dodge из-за финансовых проблем концерна Chrysler, первоначально как «Dodge Colt Challenger». Он был идентичен, за исключением цвета и незначительной отделки, Plymouth Sapporo. Версия Dodge отражала спортивность, с яркими цветами и полосами, в то время как Plymouth подчеркивал роскошь, с более эталонной отделкой. В 1981 году автомобили были подвергнут значительными изменениями, косметически незаметными, но изменились углы наклона стоек стекол, и все кузовные панели. Обе модели продавались до 1983 года, пока их не заменили Conquest и Daytona.
Автомобиль сохранил безрамный стиль хардтопа старого Challenger, но имел менее мощные двигатели от концерна Mitsubishi — рядные четвёрки вместо V-образных шести и восьмицилиндровых двигателей старого Challenger. Тем не менее, он приобрел репутацию довольно быстрого представителя своего класса, в основном из-за соотношения масса/мощность GSR версии . Четырехцилиндровые двигатели такого размера обычно не использовались из-за присущей им вибрации, но Mitsubishi впервые применила балансировочные валы, чтобы ослабить этот эффект, а Challenger стал одним из первых автомобилей, способных довести эту технологию до американского рынка; с тех пор он был лицензирован для многих других производителей.

## Третье поколение
3 декабря 2007 года Chrysler начал приём заявок на Dodge Challenger третьего поколения, который дебютировал 6 февраля 2008 одновременно в Чикаго (Chicago Auto Show) и Филадельфии (Philadelphia International Auto Show). Новая версия представляет собой 2-дверное купе, которое разделяет общие элементы дизайна с первым поколением Challenger, несмотря на то, что она значительно длиннее и выше. Ходовая часть представляет собой модифицированную (сокращённая колёсная база) версии платформы LX, которую используют новый Dodge Charger, Chrysler 300 и Dodge Magnum (2005—2008 модельного года). Все модели 2008 года имели обозначение «Limited Edition 2008 SRT/8» и оснащались двигателем Hemi 6,1 л и 5-ступенчатой автоматической коробкой передач. Все 6400 автомобилей 2008 года были заранее проданы, а производство началось 8 мая 2008 года. Производство Limited Edition 2008 SRT/8 завершилось в июле 2008 года, а производство обычной серии началось в начале августа того же года. Ещё весной 2008 на Нью-Йоркском автосалоне Chrysler показал полную линейку Dodge Challenger модельного ряда 2009 года: Challenger SE, Challenger R / T, Challenger SRT8, и Challenger SXT (только для Канады). В дополнение к SRT8, модели SE и SXT комплектовались двигателем Chrysler SOHC 3.5 V6 (250 л. с.), а модель R / T — двигателем Chrysler 5,7 Hemi (370 л. с.) в сочетании с 5-ступенчатой автоматической или 6-ступенчатой механической коробкой передач.

### Challenger SE
Базовая модель Challenger комплектуется двигателем Chrysler SOHC 3.6 V6 (305 л. с.), который связан с 4-ступенчатой автоматической коробкой передач (в первой половине 2009 года), которая затем была заменена на 5-ступенчатую автоматическую коробку передач. В стандартную комплектацию входят кондиционер, электрические стеклоподъёмники, круиз-контроль, передние 17-дюймовые колёсные диски, и 18-дюймовые задние, из алюминиевого сплава. Кожаная обивка салона, передние сиденья с подогревом, люк, АБС, Traction Control и аудиосистема Premium доступны как опции.
В 2009 году появился пакет Rallye для моделей SE. Challenger SE Rallye имел двойную полосу на капоте и багажнике, спойлер на багажнике, 18-дюймовые алюминиевые колеса и карбоновые вставки в интерьере.

### Challenger R/T
Challenger среднего уровня комплектуется двигателем Chrysler Hemi V8 5,7 в сочетании с 5-ступенчатой автоматической трансмиссией или 6-ступенчатой механической коробкой передач Tremec TR-6060. На автомобилях, оснащённых автоматической трансмиссией, двигатель выдаёт 372 л. с. (по SAE) и 540 Н•м крутящего момента. С 6-ступенчатой механической коробкой передач двигатель развивает 376 л. с. и 548 Н•м крутящего момента. Передаточное число главной передачи — 3,06:1 на автомобилях с автоматической коробкой передач, 3,73:1 на автомобилях с 6-ступенчатой механической коробкой и 18-дюймовыми колёсами или 3,92:1 с 6-ступенчатой механической коробкой и 20-дюймовыми колёсами. Также доступна группа опций, которые включают дифференциал повышенного трения и регулируемые задние амортизаторы.

### Challenger SRT8
Challenger SRT8 оснащён двигателем Chrysler Hemi V8 6.1L, мощностью 425 л. с. и 5-ступенчатой автоматической или 6-ступенчатой механической коробкой передач. SRT8 оснащается тормозами Brembo, спортивной подвеской, биксеноновыми фарами, подогревом сидений, а также 20-дюймовыми коваными алюминиевыми дисками в дополнение к опциям, предлагаемым на R/T и SE моделях, такими как кондиционирование воздуха и круиз-контроль. Кроме того, с 2009 года ставят дифференциал повышенного трения.
Challenger SRT8 392 появилась с 2011 года, заменив прежний SRT8. «SRT8 392» оснащён двигателем Hemi V8 объёмом 6,4 л, мощностью 470 л. с. и 637 Н·м крутящего момента.

### 2015 Challenger
Весной 2014 года Dodge представил обновлённый Challenger SRT 2015 модельного года. У него светодиодные передние и задние фары. Производство новых Challenger началось в 2015 году с двигателями V6 Pentastar объёмом 3,6 л (мощность 305 л. с.), V8 Hemi объёмом 5,7 л (мощность 380 л. с.) и 392 V8 Hemi, объёмом 6,4 л (мощность 480 л. с.). Также имеется «заряженная» версия Challenger — SRT Hellcat, обладающая самым мощным восьмицилиндровым двигателем в истории концерна Chrysler — OHV V8 с наддувом Hemi V8 Hellcat, рабочим объёмом 6,2 л, мощностью 717 л. с. (при 6000 об. мин.) и 880 Н·м крутящего момента.

### Last Call
Летом 2023 года Dodge показал прощальную версию Challenger "Last Call" с двигателем на 1025 л.c. У версии Last Call на двигателе есть алюминиевая табличка с годом изготовления, место сборки, автором дизайна и с силуэтом автомобиля сбоку. Также в цветовой гамме появились цвета, которые давно были убраны из цветовой гаммы автомобилей Dodge: Destroyer Gray, Plum Crazy, Sublime и B5 Blue. 
22 декабря 2023 на заводе в канадском городе Брэмптон сошёл последний Challenger. Он вышел в комплектации "SRT Demon 170" в черном цвете "Pitch Black".